# Bereziwka (rejon nowoukraiński)
Bereziwka (ukr. Березівка) – wieś na Ukrainie, w obwodzie kirowohradzkim, w rejonie nowoukraińskim, w hromadzie Smoline. W 2001 liczyła 810 mieszkańców.